# Ridderlijke Orde van de Kroon van Kelantan

Baton SPKK

Baton DPKK & PKK

De Meest Ridderlijke Orde van de Kroon van Kelantan, Maleis: "Kesateria Mahkota Kelantan Yang Amat Perkasa " of " Bintang Al-Yahyawi", in het Engels "Most Valiant Order of the Noble Crown of Kelantan" is een van de ridderorden van het Sultanaat Kelantan. De in 1988 ingestelde orde heeft drie graden: Ridder Grootcommandeur, Ridder Commandeur en Lid en is op de Britse Orde van Sint-Michaël en Sint-Joris geïnspireerd. De orde heeft een rood lint met een zilverwitte bies.
De leden mogen de letters SPKK, DPKK en PKKK achter hun naam plaatsen.
Het kleinood van de orde is een zilveren ster met tweemaal zeven punten. De punten zijn afwisselend grof en fijn bewerkt. Het medaillon is ongeëmailleerd en toont een beugelkroon. De orde wordt niet door een beugelkroon gedekt.